# Château Branaire-Ducru
Le château Branaire-Ducru est un domaine viticole situé à Saint-Julien-Beychevelle en Gironde. En AOC saint-julien, il est classé quatrième grand cru dans la classification officielle des vins de Bordeaux de 1855.

## Histoire
La propriété est issue d'une division des terres du château Beychevelle qui lui fait face : à la mort de son propriétaire le duc d'Épernon en 1661, le château est démembré pour permettre le paiement des dettes et ses biens sont remis à la couronne de France en 1666. Jean-Baptiste Braneyre, notaire royal à Bordeaux, rachète une partie du domaine en 1680. Ses descendants, la famille Duluc, font construire le Château actuel en 1824. En 1856, Louis Duluc meurt sans héritier et c'est son neveu Gustave Ducru qui prend la direction du domaine en 1857 et qui change le nom du domaine en château Branaire-Ducru. Au début du XXe siècle, le domaine passe aux mains de différentes familles.
La sucrerie de Toury acquiert le domaine en 1988. En 1993, la sucrerie cède ses parts au groupe familial présidé par Patrick Maroteaux. Beaucoup d'efforts ont depuis été menés pour améliorer encore la qualité des millésimes avec une refonte totale des chais en 1991 (création de chais à écoulement vertical où l'utilisation des pompes et vis est proscrit), utilisation des méthodes de culture raisonnée (suppression de certains produits par utilisation d'insectes appropriés (coccinelle), meilleure gestion des engrais en vue de leur suppression) et la réhabilitation de l'extérieur et l'intérieur du château. Après un début de carrière dans la finance et chez LVMH, François-Xavier Maroteaux prend la suite de son père à la tête du Château depuis 2017.
L'écrivain britannique Roald Dahl a rendu hommage au château Branaire-Ducru dans sa nouvelle Le Connaisseur (Taste en version originale en anglais) incluse dans le recueil Bizarre ! Bizarre ! dont la première édition en français aux éditions Gallimard date de 1962.

Illustration du château Branaire-Ducru au XIXe siècle
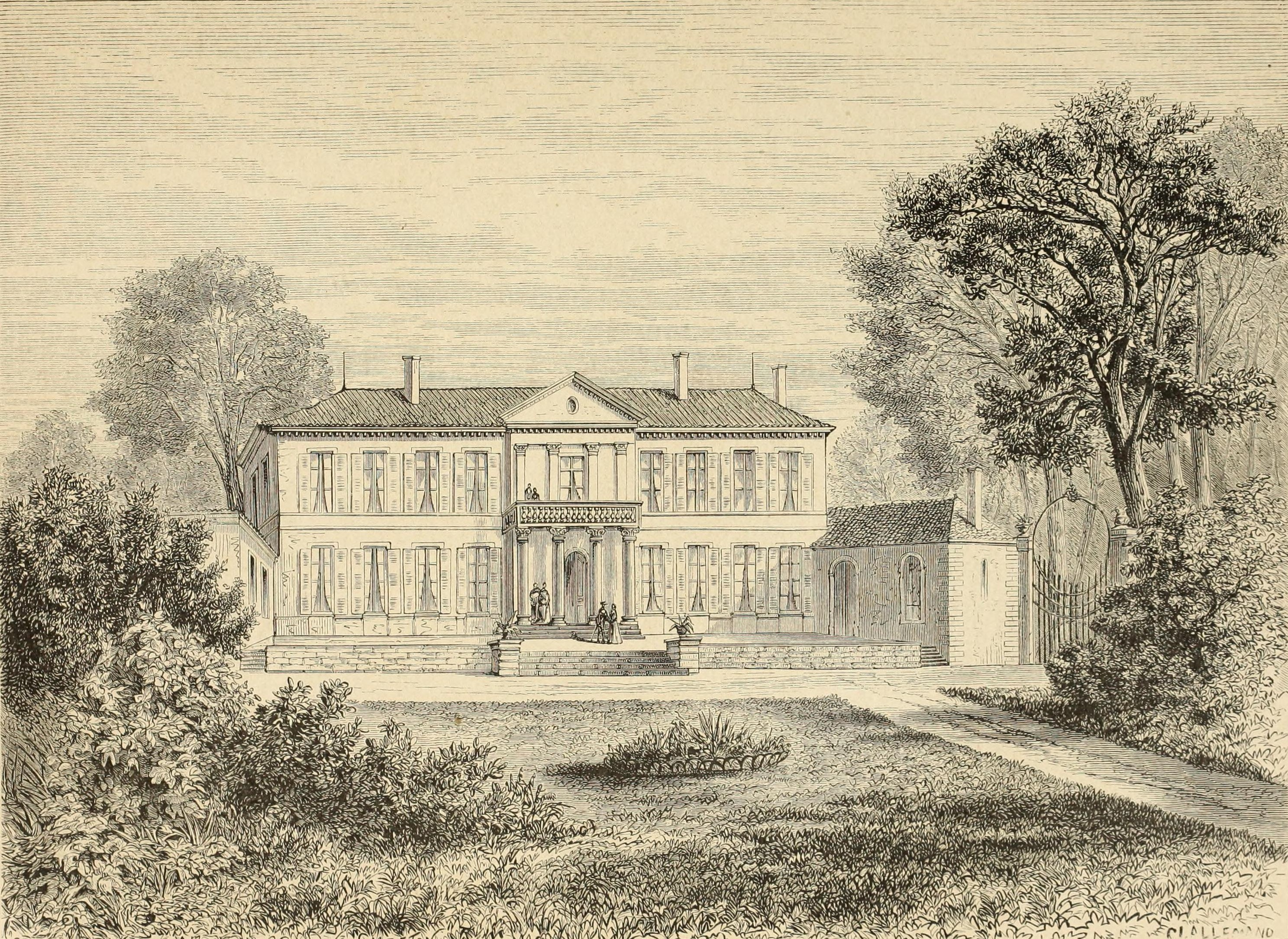
En 1838.
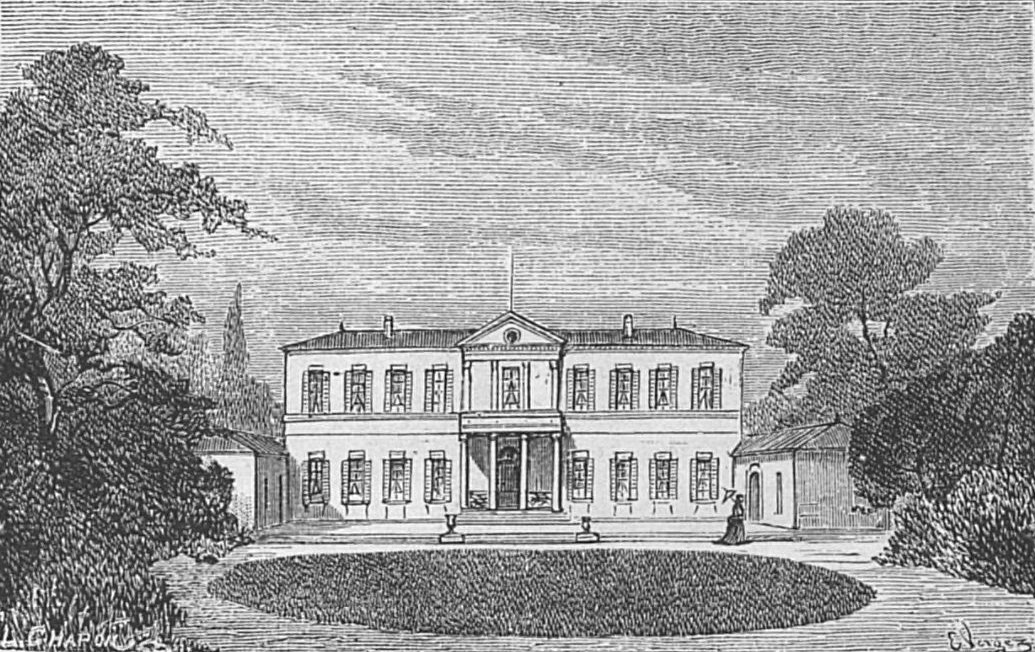
En 1893.

## Vignoble et terroir
L'encépagement du vignoble, constitué de ceps de 35 ans d'âge moyen, est composé de 65 % de cabernet sauvignon, de 28 % de merlot noir, de 3 % de cabernet franc et de 4 % de petit verdot. Les terroirs, typiques de l’appellation, sont constitués de graves quaternaires.
Suivant un mode d'agriculture raisonnée, le Château Branaire-Ducru est conscient des enjeux environnementaux. Il est engagé dans une démarche RSE, dans le Système de Management Environnemental du Vin de Bordeaux, basé sur la norme internationale ISO 14001 (certifié depuis 2020), dans une démarche Haute Valeur Environnementale (niveau 3 depuis 2016).

## Vins
Le domaine de 60 hectares de vigne produit 25 000 caisses de vin par an (Château Branaire-Ducru et Duluc de Branaire-Ducru), 25 % pour le marché intérieur et 75 % pour l'export. Le domaine possède aussi 3 hectares en appellation Haut-Médoc (le Haut Médoc de Branaire-Ducru).

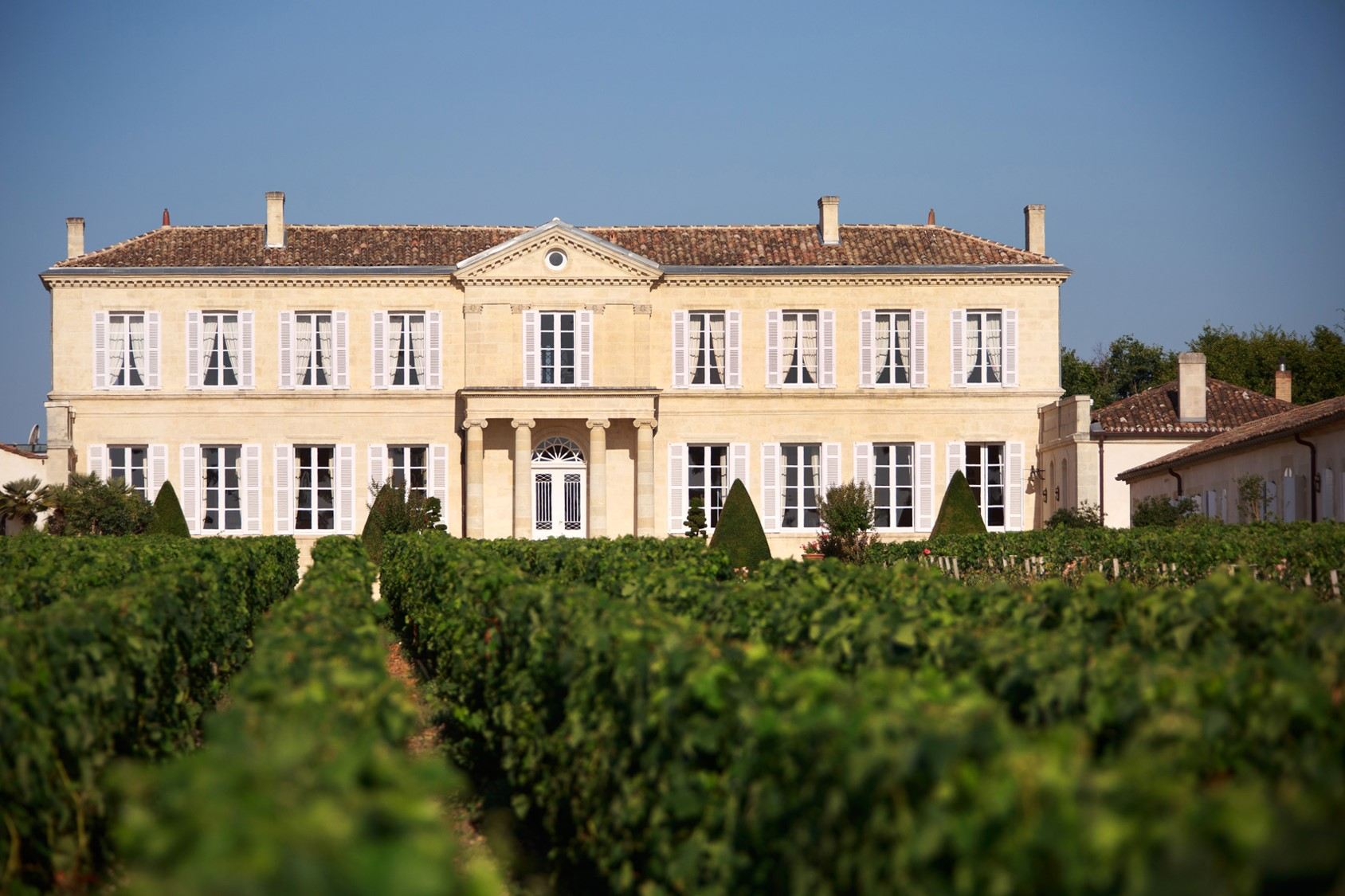
Les vignes et le château.
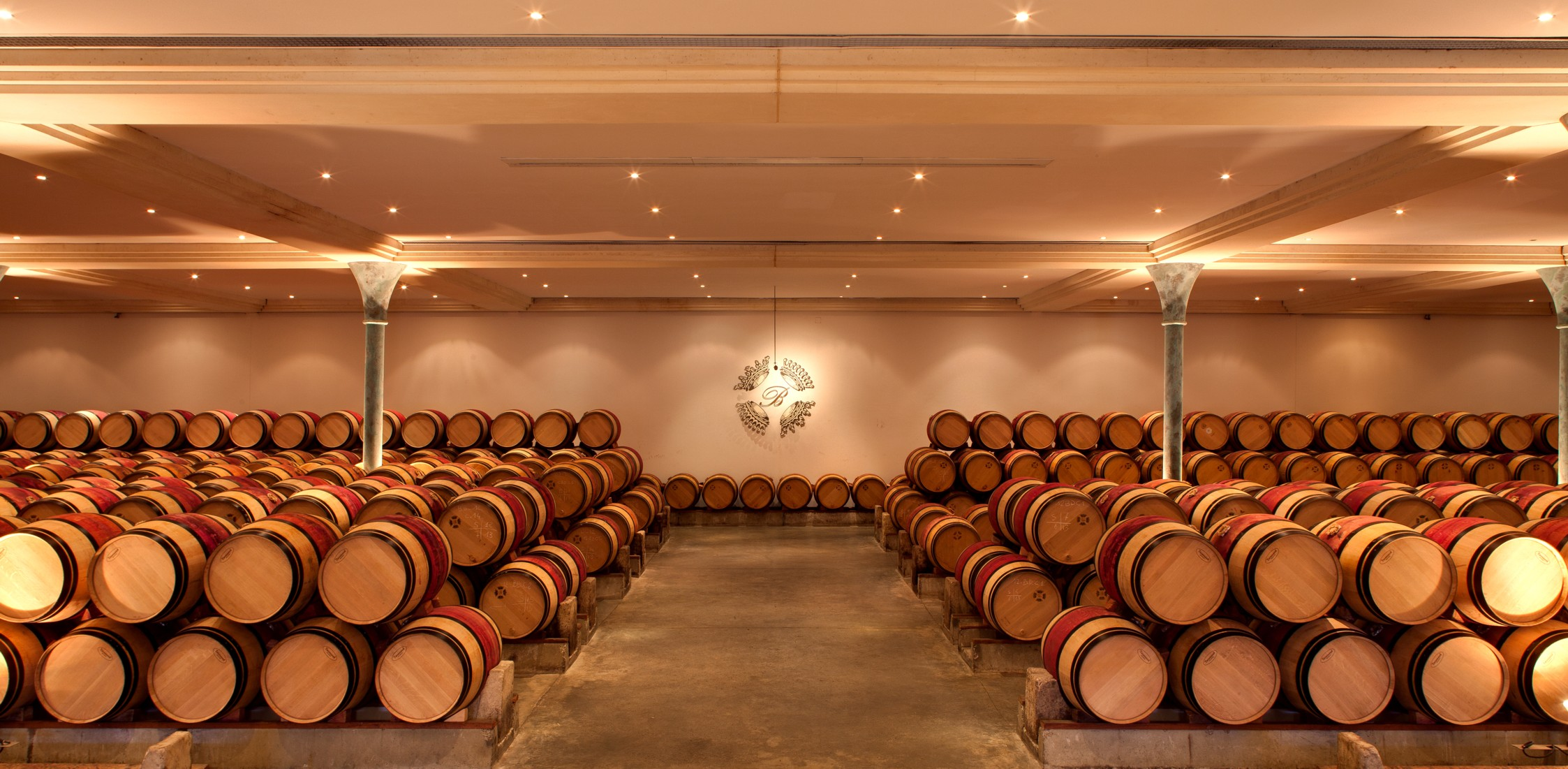
Chai du Château Branaire-Ducru.
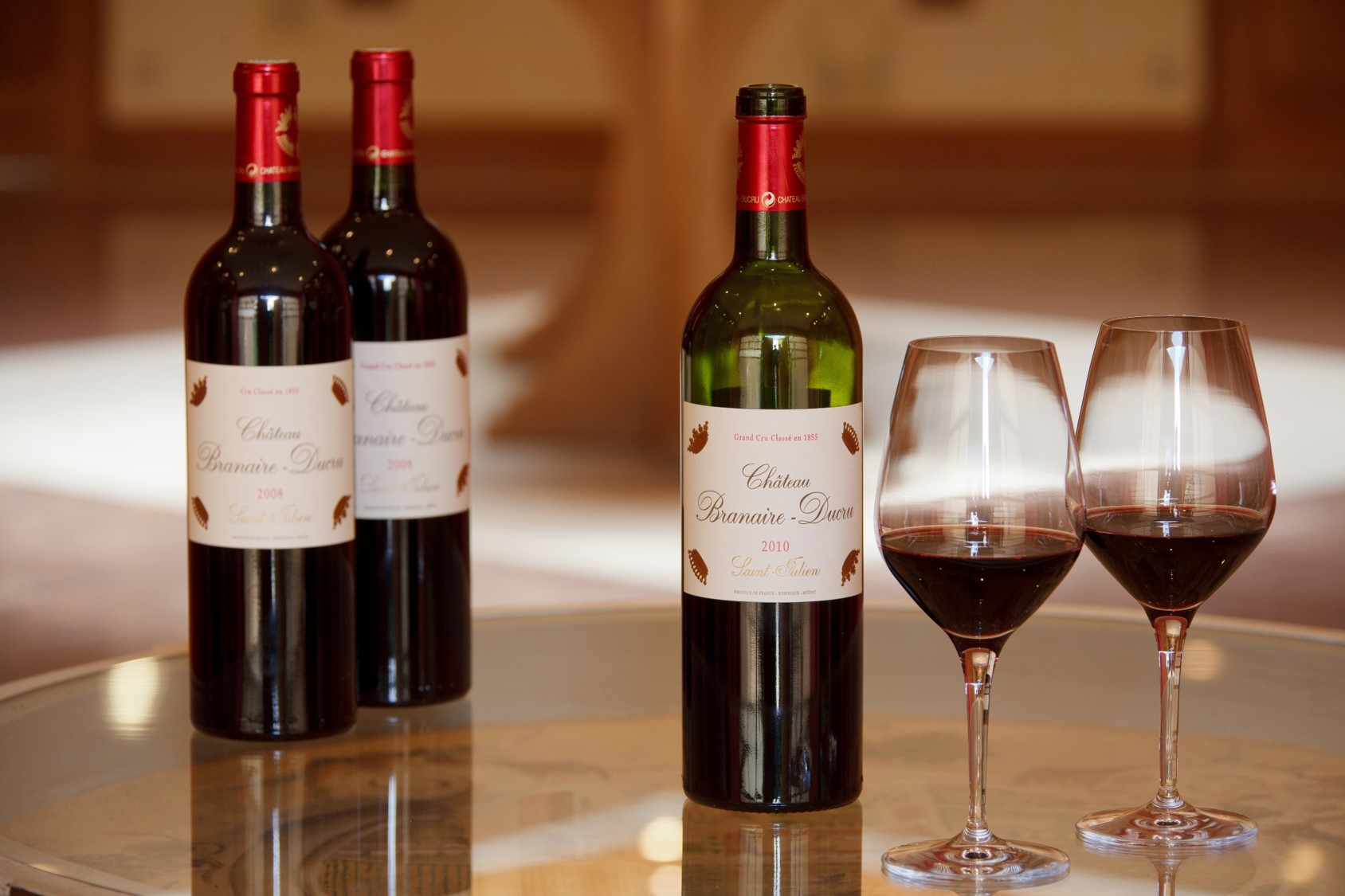
Dégustation au Château Branaire-Ducru.
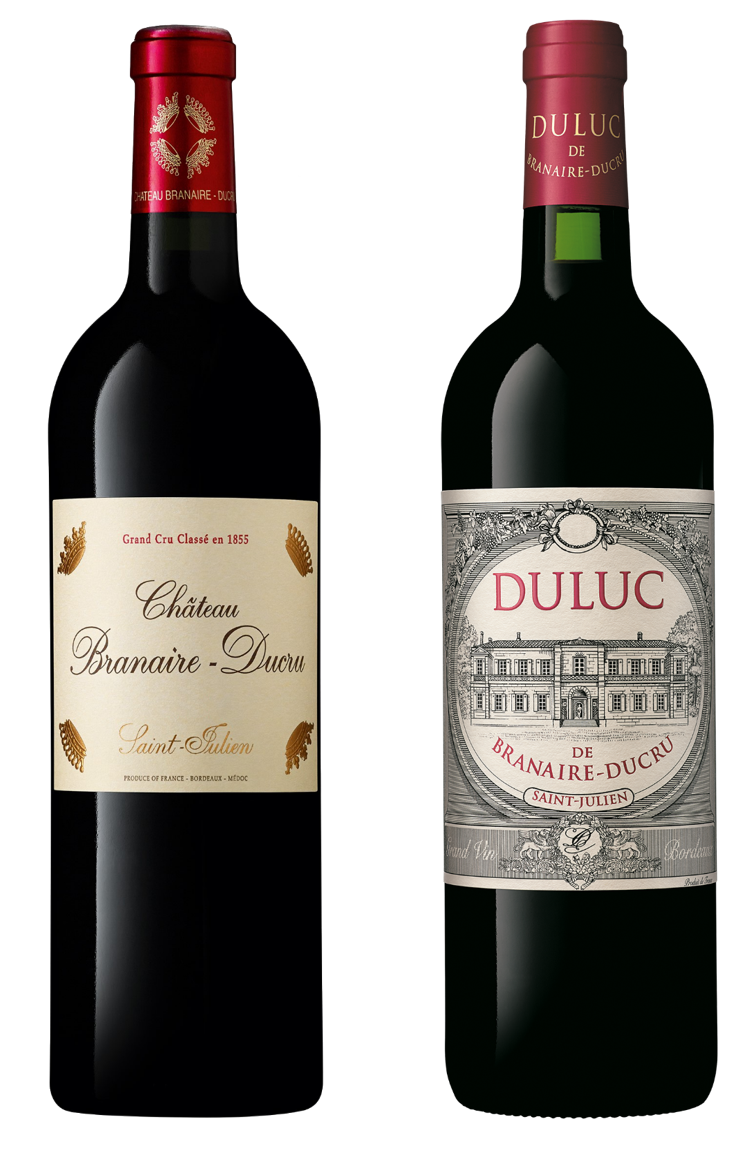
Vins du Château Branaire-Ducru.

## Dans la culture populaire
Dans la nouvelle Le connaisseur (Taste (en)) du recueil Bizarre ! Bizarre ! de Roald Dahl, un expert est mis au défi d'identifier un vin. Il s'agit d'un Château Branaire-Ducru 1934 (cependant il s'avère que l'expert, qui a fait fortement monter les enchères du pari, est en fait un tricheur qui a eu l'occasion d'examiner la bouteille). Cette nouvelle a été adaptée en série télévisée, dans laquelle le millésime est 1966.
Dans Les Gouttes de Dieu, Miyabi Shinohara l'amie du héros dit avoir eu envie de devenir sommelière en buvant un Château Branaire-Ducru 1982.